# بیکینی آتول
جزیره مرجانی بیکینی یکی از جزایر مرجانی متعلق به جزایر مارشال در اقیانوس آرام است. پس از جنگ جهانی دوم، ساکنان جزیره مرجانی به اجبار در سال ۱۹۴۶ نقل مکان کردند پس از آن جزایر و تالاب تا سال ۱۹۸۵ محل ۳ آزمایش هسته ای توسط ایالات متحده بود.
نواحی اطراف این جزیره محل ۲۸ آزمایش هسته‌ای بین سال‌های ۱۹۴۶ تا ۱۹۵۸ بودند. قدرتمندترین انفجار هسته ای این جزیره به نام قلعه براوو (به انگلیسی:Castle Bravo) بود که قدرتش ۱۱۰۰ برابر بمب اتمی هیروشیما بود.
این جزیره مرجانی در انتهای شمالی مجموعه جزایر رالیک، تقریباً ۵۳۰ مایل (۸۵۰ کیلومتر) شمال غربی پایتخت ماجورو قرار دارد. بعد از آزمایش هسته ای، در سال ۱۹۷۰، سه خانواده در جزیره بیکینی اسکان داده شدند که در مجموع حدود ۱۰۰ نفر بودند. اما دانشمندان در ماه مه ۱۹۷۷ میزان خطرناکی از استرانسیم ۹۰ را در آب چاه پیدا کردند و ساکنان آن دارای غلظت غیرطبیعی سزیم ۱۳۷ در بدن خود بودند. آنها در سال ۱۹۸۰ تخلیه شدند. این جزیره مرجانی امروزه گهگاه توسط غواصان و چند دانشمند بازدید می‌شود و تعداد انگشت شماری از نگهبان در آن حضور دارند.
جزیره یک باند فرودگاه به نام فرودگاه آب‌سنگ بیکینی نیز دارد.

## لغت‌شناسی
نام انگلیسی این جزیره از نام استعماری آلمانی Bikini گرفته شده‌است. زمانی که جزئی از گینه نو آلمان بود نام آلمانی از نام مارشالی برای این جزیره، Pikinni , ([pʲiɡinnʲi]) " Pik " به معنی "سطح" و " Ni " به معنای "نارگیل" یا سطح نارگیل گرفته شده‌است.

## تاریخچه
حدود ۳۶۰۰ سال است که انسان در جزیره بیکینی ساکن بوده‌است. چارلز اف استرک جونیور، باستان‌شناس سپاه مهندسین ارتش ایالات متحده، تکه‌هایی از زغال چوب، استخوان ماهی، صدف و سایر مصنوعات را زیر ۳ فوت (۱ متر) ماسه پیدا کرد. تاریخ گذاری کربنی سن این آثار را بین سال‌های ۱۹۶۰ تا ۱۶۵۰ سال قبل از میلاد نشان می‌دهد. اکتشافات دیگر در جزیره بیکینی و انئو بین ۱۰۰۰ سال قبل از میلاد و ۱ سال قبل از میلاد مسیح و سایر اکتشافات بین سالهای ۴۰۰ تا ۱۴۰۰ پس از میلاد مسیح است.
اولین مشاهدات ثبت شده توسط اروپایی‌ها در سپتامبر ۱۵۲۹ توسط دریانورد اسپانیایی آلوارو د ساودرا در کشتی خود La Florida هنگام بازگشت به اسپانیای جدید بود و به عنوان Buenos Jardines (باغ‌های خوب به اسپانیایی) تصویر شد. مارشال‌ها فاقد ثروت لازم برای تشویق اکتشاف یا نقشه‌برداری بودند. کاپیتان بریتانیایی ساموئل والیس در حالی که از تاهیتی به سمت تینیان دریانوردی می‌کرد تصادفاً به جزیره‌های مرجانی رونگریک و رونگلاپ برخورد کرد. کاپیتان‌های نیروی دریایی بریتانیا، جان مارشال و توماس گیلبرت در سال ۱۷۸۸ به‌طور جزئی مارشال‌ها را کاوش کردند.
اولین غربی که در اواسط دهه ۱۸۲۰ جزیره مرجانی را دید، کاپیتان و کاشف آلمانی بالتیک اوتو فون کوتزبوئه بود که در خدمت امپراتوری روسیه بود. او سه بار از جزیره در طول سال‌های ۱۸۱۶ و ۱۸۱۷ بازدید کرد. او جزیره مرجانی Eschsholtz را به افتخار یوهان فردریش فون اششولتز، طبیعت‌شناس کشتی فون کوتزبو نامید. آلمانی‌های بالتیک از جزیره مرجانی برای تولید روغن کوپرا از نارگیل استفاده می‌کردند، اگرچه تماس با جمعیت بومی کم بود. آب و هوای جزایر مرجانی خشک‌تر از جزایر مارشال جنوبی است که کوپرای بیشتری تولید می‌کنند. ساکنان جزیره بیکینی در طول دوره استعمار آلمان برای توسعه تجارت کوپرا استخدام شدند

## اشغال توسط ژاپن
بیکینی همراه با بقیه جزایر مارشال توسط نیروی دریایی امپراتوری ژاپن در سال ۱۹۴۰ در طول جنگ جهانی اول تصرف شد و در سال ۱۹۲۰ توسط جامعه ملل به امپراتوری ژاپن واگذار شد. ژاپنی‌ها جزیره را تحت فرمان دریاهای جنوبی اداره می‌کردند، اما عمدتاً امور محلی را تا شروع جنگ جهانی دوم به دست رهبران محلی سنتی واگذار کردند. در آغاز جنگ، جزایر مارشال ناگهان به یک پاسگاه استراتژیک برای ژاپنی‌ها تبدیل شد. آنها یک برج دیده‌بانی در جزیره ساختند و یک پایگاه برای مقر ژاپن در کواجالین ساختند تا از تهاجم آمریکا به جزایر محافظت کنند.

## جنگ جهانی دوم
این جزایر تا فوریه ۱۹۴۴ از جنگ آسیب ندید، زمانی که در یک نبرد خونین، نیروهای آمریکایی کواجالین را تصرف کردند. در پایان نبرد، تنها پنج سرباز ژاپنی زنده مانده بر روی بیکینی باقی ماندند، و آنها ترجیح دادند به جای اینکه اجازه دهند اسیر شوند، با خودکشی بمیرند.
برای ایالات متحده، این نبرد هم‌گام بعدی در پیشروی جزیره‌ای به ژاپن و هم یک پیروزی اخلاقی مهم بود، زیرا اولین باری بود که آمریکایی‌ها به «حلقه بیرونی» نیم کره اقیانوس آرام ژاپن نفوذ کردند.

## نقل مکان ساکنان
پس از جنگ جهانی دوم، ایالات متحده درگیر مسابقه تسلیحات هسته ای جنگ سرد با اتحاد جماهیر شوروی برای ساخت بمب‌های بزرگتر و مخرب تر بود.
آزمایش تسلیحات هسته ای در بیکینی مجموعه ای از ۲۳ دستگاه هسته ای بود که بین سال‌های ۱۹۴۶ تا ۱۹۵۸ توسط ایالات متحده در هفت سایت آزمایش منفجر شد. سلاح‌های آزمایشی در خود صخره، دریا، هوا و زیر آب با بازده شکافت ترکیبی ۴۲٫۲ منفجر شدند. این آزمایش با مجموعه عملیات چهارراه در ژوئیه ۱۹۴۶ آغاز شد. اندکی پس از پایان جنگ جهانی دوم، رئیس‌جمهور هری اس. ترومن به مقامات ارتش و نیروی دریایی دستور داد تا مکانی را برای آزمایش تسلیحات هسته ای روی کشتی‌های جنگی آمریکایی ایمن کنند. در حالی که ارتش نتایج یک انفجار زمینی را دیده بود، نیروی دریایی می‌خواست تأثیر یک سلاح هسته ای بر کشتی‌ها را بداند. آنها می‌خواستند تعیین کنند که آیا کشتی‌ها می‌توانند در دریا و بنادر به گونه ای فاصله بگیرند که سلاح‌های هسته ای را در برابر کشتی‌ها ناکارآمد کند.
بیکینی از هر دو ترافیک معمولی دریایی و هوایی دور بود و آن را به مکانی ایده‌آل تبدیل می‌کرد. در فوریه ۱۹۴۶، فرمانده نیروی دریایی، بن اچ. وایات، فرماندار نظامی جزایر مارشال، از ۱۶۷ ساکن میکرونزی جزیره مرجانی خواست که داوطلبانه و به‌طور موقت در محل خود جابه‌جا شوند تا دولت ایالات متحده بتواند آزمایش بمب‌های اتمی را برای "خوبی بشریت و برای" آغاز کند. پایان دادن به همه جنگ‌های جهانی." پس از "مشاوره مبهم و غم انگیز" در بین بیکینی‌ها، رهبر آنها، پادشاه جودا، با درخواست جابجایی ایالات متحده موافقت کرد و اعلام کرد: "با این باور پیش خواهیم رفت که همه چیز در دست خداست." نه نفر از یازده سرپرست خانواده، رونگریک را به عنوان خانه جدید خود انتخاب کردند.
در ماه فوریه، نیروی دریایی Seabees به آنها کمک کرد تا کلیسا و خانه اجتماعی خود را جدا کرده و برای انتقال آنها به خانه جدید خود آماده شوند. در ۷ مارس ۱۹۴۶، ساکنان وسایل شخصی خود را جمع‌آوری کردند و لوازم ساختمان را ذخیره کردند. آنها ۱۲۵ مایل (۲۰۱ کیلومتر) سمت شرق در کشتی فرود ۱۱۰۸ نیروی دریایی ایالات متحده به جزیره غیر مسکونیRongerikl که یک ششم اندازه بیکینی بود نقل مکان کردند. هیچ‌کس در Rongerik زندگی نمی‌کرد زیرا آب و غذای کافی نداشت و به دلیل اعتقادات سنتی ریشه دار که جزیره توسط دختران شیطان Ujae تسخیر شده بود. نیروی دریایی آنها را با چند هفته غذا و آب گذاشت که به زودی تمام می‌شد.

## برنامه آزمایش هسته ای
آزمایش تسلیحات با سری عملیات چهارراه در ژوئیه ۱۹۴۶ آغاز شد. آلودگی رادیواکتیو آزمایش بیکر در تمام کشتی‌های مورد نظر اولین مورد آنی ریزش رادیواکتیو از یک انفجار هسته ای بود. شیمیدان گلن تی سیبورگ، با سابقه‌ترین رئیس کمیسیون انرژی اتمی، بیکر را «اولین فاجعه هسته ای جهان» نامید. به دنبال آن یک سری آزمایش‌ها بعدی انجام شد که جزایر مرجانی را با رادیواکتیویته، به ویژه سزیم-۱۳۷، آلوده کرد که مواد غذایی رشد یافته در خاک را آلوده کرد.

ابر ویلسون از بیکر آزمایشی، درست در ساحل جزیره بیکینی در بالای تصویر قرار دارد.

## سایت آزمایش هسته ای
ایالات متحده ۲۳ دستگاه هسته ای را بین سال‌های ۱۹۴۶ و ۱۹۵۸ در هفت سایت آزمایشی در صخره، داخل جزیره مرجانی، در هوا و زیر آب منفجر کرد. آنها بازده شکافت ترکیبی ۴۲٫۲ Mt داشتند. این آزمایش با مجموعه عملیات تقاطع در ژوئیه ۱۹۴۶ آغاز شد. ساکنان ابتدا در جزیره Rongerik اسکان یافتند. آنها تصور می‌کردند می‌توانند در مدت کوتاهی به خانه بازگردند. با این حال، Rongerik نمی‌توانست غذای کافی آنها را تأمین کند و مردم جزیره گرسنه بودند. آنها نتوانستند به خانه برگردند، بنابراین به مدت شش ماه به جزیره کواجالین نقل مکان کردند و سپس تصمیم گرفتند در جزیره کیلی زندگی کنند، جزیره ای کوچک به اندازه یک ششم جزیره زادگاهشان. برخی از آنها در سال ۱۹۷۰ به جزیره بیکینی بازگشتند. با این حال، آزمایش‌ها بیشتر میزان خطرناک استرانسیوم ۹۰ را نشان داد. دولت ایالات متحده چندین صندوق امانی تأسیس کرد که تا تاریخ ۲۰۱۳ هزینه‌های درمانی و سایر هزینه‌ها را پوشش می‌داد و سالانه حدود ۵۵۰ دلار به هر فرد پرداخت می‌کرد.

## ناحیه تحت قیومیت شورای امنیت سازمان ملل
در سال ۱۹۴۷، ایالات متحده سازمان ملل را متقاعد کرد که جزایر میکرونزی را به عنوان منطقه استراتژیک تحت قیومیت سازمان ملل متحد تعیین کند. این تنها اعتمادی بود که تاکنون توسط سازمان ملل اعطا شده بود نیروی دریایی ایالات متحده تا سال ۱۹۵۱ این منطقه را از یک مقر در گوام کنترل می‌کرد، زمانی که وزارت کشور ایالات متحده کنترل را به دست گرفت منطقه را از پایگاهی در سایپن اداره می‌کرد. در این دستورالعمل آمده بود که ایالات متحده باید «پیشرفت اقتصادی و خودکفایی ساکنان را ارتقا دهد و به این منظور از ساکنان در برابر از دست دادن زمین‌ها و منابعشان محافظت کند.
علیرغم وعده «حفاظت از ساکنان»، از ژوئیه ۱۹۴۶ تا ژوئیه ۱۹۴۷، ساکنان بیکینی در Rongerik تنها ماندند و به دلیل کمبود غذا گرسنه بودند. تیمی از بازرسان آمریکایی در اواخر سال ۱۹۴۷ به این نتیجه رسیدند که ساکنان جزیره باید فوراً منتقل شوند. مطبوعات سراسر جهان به شدت از نیروی دریایی ایالات متحده به دلیل نادیده گرفتن مردم انتقاد کردند. هارولد ایکس، ستون نویس سندیکایی، نوشت: «بومیان در واقع و به معنای واقعی کلمه از گرسنگی می‌میرند.»

## حرکت به سمت جزیره کیلی

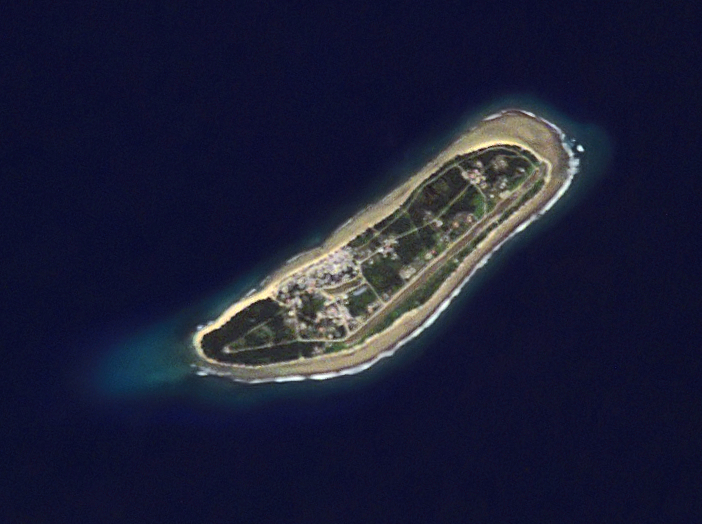
جزیره کیلی یکی از کوچک‌ترین جزایر مارشال است.

در ژانویه ۱۹۴۸، دکتر لئونارد میسون، یک انسان‌شناس از دانشگاه هاوایی، از Rongerik دیدن کرد و از آنچه پیدا کرد وحشت زده شد. یکی از ساکنان Rongerik نوشت:
ماتنها چند ماهی می‌گرفتیم، که برای کل افراد کافی نبود … ماهی‌ها برای خوردن مناسب نبودند. آنها سمی بودند. ما از آنها مریض شدیم، مثل زمانی که دست و پاهای شما به خواب می‌روند و شما نمی‌توانید چیزی را احساس کنید. صبح از خواب بیدار می‌شدیم تا به قایق‌هایمان برویم و به خاطر بیماری خیلی بدی که داشتیم زمین‌می‌خوردیم… سپس از از آمریکا خواستیم که برایمان غذا بیاورند… ما داشتیم می‌مردیم، اما آنها به ما توجهی نداشتند.
میسون درخواست کرد که فوراً همراه با یک افسر پزشکی برای ساکنان جزیره در Rongerik غذا بیاورند. سپس نیروی دریایی اوجلانگ را برای خانه موقت  انتخاب کرد و برخی از مردان جوان از جمعیت بیکینی شروع به ساختن محل اقامت کردند. اما مقامات ایالات متحده نظر خود را تغییر دادند. آنها تصمیم گرفتند از آب‌سنگ حلقوی انوتاک به عنوان دومین سایت آزمایش تسلیحات هسته ای استفاده کنند و ساکنان آن جزیره مرجانی را به جزیره Ujelang و به خانه‌هایی که برای ساکنان جزیره بیکینی ساخته شده بودند، منتقل کردند.
در مارس ۱۹۴۸، ۱۸۴ نفر از ساکنان جزیره بیکینی که دچار سوءتغذیه بودند، دوباره به کواجالین  انتقال داده شدند. به آنها چادرهایی روی نواری از چمن در کنار باند فرودگاه داده شد تا در آن زندگی کنند. در ژوئن ۱۹۴۸، ساکنان بیکینی جزیره کیلی را به عنوان یک خانه طولانی مدت انتخاب کردند. بسیار کوچک، ۸۱ هکتار، جزیره خالی از سکنه بود و به دلیل وسعتش توسط یک ایرویج یا پادشاه برتر اداره نمی‌شد. همچنین فاقد صخره مرجانی است. در ماه ژوئن، جامعه بیکینی دوجین از مردان منتخب شروع به ساخت یک روستا کردند. در نوامبر ۱۹۴۸، ساکنان، که اکنون مجموعاً ۱۸۴ نفر هستند، به جزیره کیلی، در ۰٫۳۶ مایل مربع (۰٫۹۳ کیلومتر مربع) یکی از کوچک‌ترین جزایر در مجموعه جزایر مارشال است، رفتند. آنها به زودی متوجه شدند که دیگر نمی‌توانند مانند بیکینی ماهیگیری کنند. کیلی فاقد تالاب آرام و محافظت شده بود. زندگی در جزیره کیلی به‌طور مؤثر فرهنگ آنها را که بر پایه ماهیگیری و قایقرانی به جزایر مختلف در اطراف جزیره بیکینی بود، نابود کرد. کیلی غذای کافی برای ساکنان جدید نداشت.

## اسکان مجدد ناموفق
پس از نقل مکان به کیلی، ساکنان بیکینی همچنان از منابع غذایی ناکافی رنج می‌بردند. کیلی جزیره ای کوچک و بدون تالاب است و در بیشتر مواقع سال در معرض ۱۰ تا ۲۰ فوت (۳٫۰ تا ۶٫۱ متر) امواجی که ماهیگیری و خارج کردن قایق را دشوار می‌کند. قحطی اتفاق افتاد. در سال ۱۹۴۹، یک کشتی هنگام تحویل کوپرا و سایر میوه‌ها در موج سواری سنگین غرق شد. مقامات ایالات متحده مواد غذایی را به کیلی ریختند. ساکنان مجبور شدند به برنج وارداتی USDA و کالاهای کنسرو شده تکیه کنند و مجبور شدند با درآمد اضافی خود غذا بخرند.
در طول سال‌های ۱۹۵۵ و ۱۹۵۶، کشتی‌های اعزامی توسط ایالات متحده، به دلیل دریای مواج در اطراف جزیره، به‌طور مداوم با مشکلاتی در تخلیه مواد غذایی مواجه شدند که منجر به کمبود مواد غذایی بیشتر شد. مردم بار دیگر از گرسنگی رنج می‌بردند

## بازگشت به بیکینی
در ژوئن ۱۹۶۸، بر اساس توصیه‌های علمی مبنی بر اینکه میزان تشعشعات به اندازه کافی کاهش یافته‌است، رئیس‌جمهور لیندون بی. جانسون به ۵۴۰ عضو خانواده بیکینی ساکن کیلی و سایر جزایر قول داد که بتوانند به خانه خود بازگردند. کمیسیون انرژی اتمی زباله‌های رادیواکتیو را از جزیره پاکسازی کرد و ایالات متحده مسئول بازسازی ساختارها و کاشت مجدد محصولات در جزیره مرجانی بود. اما اندکی پس از آن، آمریکا پروازهای هوایی منظم بین کواجالین و بیکینی را پایان داد که به‌طور جدی مانع پیشرفت شد. درختان نارگیل سرانجام در سال ۱۹۷۲ دوباره کاشته شدند، اما AEC متوجه شد که نارگیل میزان بالایی از رادیواکتیویته را حفظ کرده و قابل خوردن نیستند. در نتیجه شورای بیکینی به تأخیر بازگشت به جزیره رای داد.
سه خانواده بزرگ که در نهایت در مجموع حدود ۱۰۰ نفر بودند، در سال ۱۹۷۲ با وجود خطر به جزیره محل زندگی خود بازگشتند. اما ۱۰ سال بعد، تیمی از دانشمندان فرانسوی آزمایش‌های بیشتری را بر روی جزیره و ساکنان آن انجام دادند. آنها دریافتند که برخی از چاه‌ها برای استفاده بیش از حد رادیواکتیو هستند و متوجه شدند که پاندانوس و میوه نان برای مصرف انسان نیز خطرناک هستند. نمونه ادرار ساکنان جزیره بیکینی آتول میزان پایین پلوتونیوم ۲۳۹ و پلوتونیوم ۲۴۰ را نشان داد. در نتیجه، جامعه بیکینی یک شکایت برای بررسی علمی کامل بیکینی و جزایر شمالی مارشال تنظیم کرد. دعوای بین بخشی بر سر مسئولیت هزینه‌ها کار را به مدت سه سال به تعویق انداخت. سپس در ماه مه ۱۹۷۷، دانشمندان مقادیر بسیار خطرناکی از استرانسیوم ۹۰ را در آب چاه مشاهده کردند که بیش از حداکثر مجاز ایالات متحده بود. در ماه ژوئن، وزارت انرژی اعلام کرد که «همه الگوهای زندگی مربوط به جزیره بیکینی فراتر از دستورالعمل‌های فدرال [تابش] برای دوزهای جمعیتی سی ساله است.» بعداً در همان سال دانشمندان افزایش ۱۱ برابری میزان سزیم ۱۳۷ را در تمام افرادی که در جزیره مرجانی زندگی می‌کردند کشف کردند. در ماه مه ۱۹۷۸ مقامات وزارت کشور ایالات متحده افزایش ۷۵ درصدی رادیواکتیو سزیم ۱۳۷ را «باور نکردنی» توصیف کردند.
زنان سقط جنین، مرده‌زایی و ناهنجاری‌های ژنتیکی را در فرزندانشان تجربه می‌کردند. محققان دریافتند که خاک مرجانی رفتار متفاوتی با خاک سرزمین اصلی دارد زیرا حاوی پتاسیم بسیار کمی است. گیاهان و درختان به راحتی پتاسیم را به عنوان بخشی از فرایند طبیعی بیولوژیکی جذب می‌کنند، اما از آنجایی که سزیم بخشی از همان گروه جدول تناوبی است، در فرایند شیمیایی بسیار مشابهی توسط گیاهان جذب می‌شود. مشخص شد که ساکنان جزیره که ناآگاهانه شیر نارگیل آلوده مصرف می‌کردند، غلظت‌های غیرطبیعی سزیم در بدن خود داشتند. آمریکا تصمیم گرفت که ساکنان جزیره برای بار دوم از جزیره مرجانی تخلیه شوند.
ساکنان جزیره در سال ۱۹۸۶ به عنوان بخشی از پیمان جدید انجمن آزاد با ایالات متحده، ۷۵ میلیون دلار خسارت دریافت کردند و در سال ۱۹۸۸، ۹۰ میلیون دلار دیگر به‌طور خاص برای پاکسازی رادیولوژیکی استفاده شد. در سال ۱۹۸۷، چند نفر از بزرگان بیکینی به جزیره Eneu سفر کردند تا خطوط املاک قدیمی را بازسازی کنند. خدمه ساخت و ساز شروع به ساخت یک هتل، اسکله و جاده در بیکینی کردند و ژنراتورها، آب شیرین کن‌ها و خطوط برق را نصب کردند. یک باند پر از مرجان و شن هنوز در جزیره Eneu وجود دارد. غواصان بیکینی آتول برای تأمین درآمد تأسیس شد. اما در سال ۱۹۹۵، شورا دریافت که استاندارد آژانس حفاظت از محیط زیست ایالات متحده مستلزم کاهش سطح تشعشعات به ۱۵ میلی‌ریم است، که به‌طور قابل‌توجهی کمتر از استاندارد وزارت انرژی ایالات متحده ۱۰۰ میلی‌ریم است. این کشف به‌طور قابل توجهی هزینه بالقوه پاکسازی را افزایش داد و تلاش را متوقف کرد.

## نقل مکان به جزیره کیلی
در نتیجه استفاده نظامی از جزیره و اسکان ناموفق، جزایر مملو از سنگرهای بتنی متروکه و تجهیزات سنگین، وسایل نقلیه، تجهیزات، ماشین‌آلات و ساختمان‌ها هستند. در سپتامبر ۱۹۷۸، سرانجام مقامات آمریکا برای جابجایی ساکنان وارد شدند. بررسی رادیولوژیکی مارشال‌های شمالی، که توسط دادخواست ۱۹۷۵ انجام شد، پس از تخلیه ساکنان و بازگشت به جزیره کیلی آغاز شد.

## ادعاهای شکست خورده
در سال ۱۹۷۵، ایالات متحده صندوق اعتماد هاوایی را برای مردم بیکینی به مبلغ ۳ میلیون دلار تأسیس کرد. هنگامی که ساکنان جزیره در سال ۱۹۷۸ از جزیره خارج شدند، ایالات متحده ۳ میلیون دلار به این صندوق اضافه کرد. ایالات متحده دومین صندوق امانی به نام صندوق امانی اسکان مجدد برای مردم بیکینی ایجاد کرد که شامل ۲۰ میلیون دلار در سال ۱۹۸۲ بود. ایالات متحده ۹۰ میلیون دلار دیگر به این صندوق اضافه کرد تا برای پاکسازی، بازسازی خانه‌ها و تأسیسات، و اسکان ساکنان جزیره در جزایر بیکینی و انئو پرداخت کند.
در سال ۱۹۸۳، ایالات متحده و ساکنان جزیره مارشال قرارداد انجمن آزاد را امضا کردند که به جزایر مارشال استقلال داد. در این پیمان، در سال ۱۹۸۶ مؤثر واقع شد و پس از آن توسط جمع و جور اصلاح که در سال ۲۰۰۴ مؤثر واقع شد اصلاح شد. همچنین دادگاه دعاوی هسته ای را تأسیس کرد که وظیفه قضاوت غرامت برای قربانیان و خانواده‌های آسیب دیده از برنامه آزمایش هسته ای را به عهده داشت. بخش ۱۷۷ قرارداد برای جبران خسارات وارده به جزایر بیکینی و سایر جزایر مرجانی شمالی ارائه شده‌است. این شامل ۷۵ میلیون دلار بود که باید طی ۱۵ سال پرداخت شود. در ۵ مارس ۲۰۰۱، دادگاه دعاوی هسته ای علیه ایالات متحده برای خسارات وارده به جزایر و مردم آن حکم صادر کرد.
این پرداخت‌ها در سال ۱۹۸۷ با پرداخت ۲٫۴ میلیون دلار سالانه به کل جمعیت بیکینی آغاز شد، در حالی که ۲٫۶ میلیون دلار باقی مانده به صندوق امانی مطالبات بیکینی پرداخت می‌شود. این اعتبار در نظر گرفته شده‌است تا همیشه وجود داشته باشد و سالانه ۵٪ پرداختی را برای ساکنان جزیره فراهم کند.
ایالات متحده ۱۵۰ میلیون دلار به عنوان غرامت برای خسارات ناشی از برنامه آزمایش هسته ای و آواره شدن آنها از جزیره اصلی خود پرداخت کرد.
در سال ۲۰۰۱، دادگاه دعاوی هسته ای پس از کسر پرداختی‌های گذشته، مجموعاً ۵۶۳٬۳۱۵٬۵۰۰ دلار به جزیره نشینان اعطا کرد. با این حال، کنگره ایالات متحده در تأمین مالی این توافق شکست خورده‌است. تنها چاره این است که مردم بیکینی از کنگره ایالات متحده درخواست کنند تا هزینه پرداخت را تأمین کند. دادگاه عالی ایالات متحده درخواست تجدید نظر جزیره نشینان از تصمیم دادگاه استیناف ایالات متحده را که از اجبار دولت به تأمین بودجه ادعای آنها خودداری می‌کرد، رد کرد. تا سال ۲۰۰۱، از ۱۶۷ ساکن اصلی که جابجا شدند، ۷۰ نفر هنوز زنده بودند و کل جمعیت به ۲۸۰۰ نفر افزایش یافته‌است. اکثر ساکنان جزیره و فرزندان آنها در کیلی، ماجورو و در ایالات متحده زندگی می‌کردند.
صندوق امانی هاوایی برای مردم بیکینی طبق قانون در دسامبر ۲۰۰۶ منحل شد. ارزش صندوق امانی اسکان مجدد برای مردم بیکینی تا ۳۱ مارس ۲۰۱۳ تقریباً ۸۲ میلیون دلار بود و صندوق امانی مطالبات بیکینی تقریباً ۶۰ میلیون دلار ارزش داشت. در سال ۲۰۰۶، هر یک از اعضا حدود ۵۰۰ دلار در سال دریافت می‌کردند. در سال ۲۰۱۲، سالانه حدود ۶ تا ۸ میلیون دلار درآمد سرمایه‌گذاری داشتند و سالانه کمتر از ۱۵۰۰۰ دلار آمریکا برای هر خانواده به عنوان مزایا پرداخت می‌کردند و پول کمی برای پاکسازی در دسترس باقی می‌ماند.
نمایندگان مردم بیکینی انتظار دارند که این روند سال‌ها طول بکشد و نمی‌دانند که آیا ایالات متحده به شرایط قرارداد انجمن آزاد احترام می‌گذارد یا خیر.

## وضعیت قابل سکونت فعلی
در سال ۱۹۹۸ یک گروه مشورتی آژانس بین‌المللی انرژی اتمی، که در پاسخ به درخواست دولت جزایر مارشال برای بررسی مستقل بین‌المللی شرایط رادیولوژیکی در بیکینی تشکیل شد، توصیه کرد که جزیره بیکینی نباید به‌طور دائم تحت شرایط رادیولوژیکی کنونی اسکان داده شود.
پتانسیل ساخت جزیره قابل سکونت از آن زمان به‌طور قابل توجهی بهبود یافته‌است. یک ارزیابی در سال ۲۰۱۲ از آزمایشگاه ملی لارنس لیورمور نشان داد که میزان سزیم ۱۳۷ به‌طور قابل توجهی سریعتر از آنچه انتظار می‌رفت کاهش می‌یابد. تری همیلتون، مدیر علمی برنامه ارزیابی دوز و رادیواکولوژی جزایر مارشال آزمایشگاه ملی لارنس لیورمور، گزارش داد که «شرایط در بیکینی واقعاً تغییر کرده‌است. آنها با سرعتی شتابان در حال بهبود هستند. با استفاده از گزینه ترکیبی حذف خاک و افزودن پتاسیم، می‌توانیم به استاندارد ۱۵ میلی‌رم نزدیک شویم. این تقریباً در ۱۰ سال گذشته صادق بوده‌است. پس اکنون زمانی است که بیکینی‌ها، در صورت تمایل، می‌توانند به عقب برگردند.»
پس از جابجایی ساکنان جزیره در سال ۱۹۴۶، در حالی که ساکنان جزیره بیکینی در Rongerik گرسنگی را تجربه می‌کردند، لور کسیبوکی سرودی برای جزیره نوشت:
دیگر نمی‌توانم بمانم، درست است
دیگر نمی‌توانم در صلح و هماهنگی زندگی کنم
دیگر نمی‌توانم روی تشک خواب و بالش خود استراحت کنم
به خاطر جزیره ام و زندگی ای که زمانی در آنجا می‌شناختم
فکر طاقت فرسا است
مرا درمانده و در ناامیدی شدید می‌کند.

## فرهنگ
سبک زندگی سنتی ساکنان جزیره بیکینی بر پایه پرورش گیاهان و خوردن صدف و ماهی بود. آن‌ها قایق‌سازان و دریانوردان ماهری بودند که با کشتی‌های پروآ دو بدنه، به جزایر اطراف بیکینی و سایر جزایر مرجانی در جزایر مارشال رفت و آمد می‌کردند. آن‌ها نسبتاً منزوی بودند و جامعه‌ای را ایجاد کرده بودند که وابسته به جوامع و سنت‌های خانوادگی گسترده بود. هر مردابی توسط یک پادشاه و ملکه، با پیروانی از رؤسای و رؤسای زنان که یک کاست حاکم را تشکیل می‌دادند، رهبری می‌شد.
ژاپن این جزایر را از سال ۱۹۱۴ اشغال کرد. ساکنان جزیره زیر نظر ژاپنی‌ها در مزارع کوپرا کار می‌کردند، که بخشی از فروش محصولات را بر عهده داشتند. رؤسا می‌توانستند سالانه ۲۰۰۰۰ دلار نگه دارند و مابقی بین کارگران توزیع می‌شد. ساکنان جزیره به پذیرایی از یکدیگر، حتی بستگان دور، افتخار می‌کردند.

## لباس و پوشش
مردان به‌طور سنتی دامن حاشیه‌دار در حدود ۲۵ تا ۳۰ اینچ (۶۰ تا ۸۰ سانتیمتر) طول دارد. زنان دو حصیر به اندازه یک مترمربع می‌پوشیدند که از بافتن برگ‌های پاندانوس و هیبیسکوس به یکدیگر تهیه و به دور کمر بسته می‌شد. بچه‌ها معمولاً برهنه بودند. مبلغان مسیحی از اوهایو در اواخر قرن ۱۹ وارد شده و جزیره نشینان تحت تأثیر آنها مفهوم حیا را درک کردند. آنها لباسی را برای زنان معرفی کردند که یک لباس مجلسی بلند، گشاد با آستین‌های بلند و یقه بود که تا حد امکان پوست را بپوشاند.

## سرمایه مبتنی بر زمین
ساکنان جزیره بیکینی به حفظ حقوق زمین به عنوان معیار اولیه ثروت ادامه می‌دهند.

## زبان
اکثر مارشالی‌ها هم به زبان مارشالی و کمی اسپانیایی صحبت می‌کنند.

## گیاهان و جانوران
ساکنان جزیره غذاهای بومی از جمله نارگیل، پاندانوس، پاپایا، موز، تارو، لیموترش، میوه نان و کدو تنبل کشت می‌کردند. درختان و گیاهان متنوع دیگری نیز در این جزایر وجود دارند.
اهالی جزیره ماهیگیران ماهری بودند. آنها از نخ ماهیگیری ساخته شده از پوسته نارگیل استفاده می‌کردند. آنها از بیش از ۲۵ روش ماهیگیری استفاده می‌کردند. ساکنان جزیره اردک، خوک و مرغ را برای غذا پرورش می‌دادند و از سگ و گربه به عنوان حیوان خانگی نگهداری می‌کردند. زندگی حیوانات در جزیره مرجانی به شدت تحت تأثیر آزمایش بمب اتمی قرار گرفت.
ایالات متحده برای اینکه کشتی‌های بزرگ‌تر وارد تالاب شوند و برای آزمایش بمب اتمی آماده شوند، از مواد منفجره برای منفجر کردن صخره‌های مرجانی بزرگ در تالاب استفاده کرد. انفجارهای هسته ای زیر آب، حفره‌های بزرگی را در کف تالاب ایجاد کردند که تا حدی توسط زباله‌های انفجار دوباره پر شدند. این انفجارها مقادیر زیادی مرجان و گل تابیده، پودر شده را در گستره وسیعی از تالاب و جزایر اطراف پخش کرد. تا تاریخ ۲۰۰۸ این جزیره مرجانی تقریباً ۶۵ درصد از تنوع زیستی را که قبل از آلودگی رادیواکتیو وجود داشت، بازیابی کرده بود، اما به نظر می‌رسد که ۲۸ گونه مرجان به صورت محلی منقرض شده‌اند.

## موقعیت جغرافیایی
۲۳ جزیره در بیکینی وجود دارد. جزایر Bokonijien, Aerokojlol و Namu در طول آزمایش‌های هسته ای تبخیر شدند. این جزایر از سنگ آهک مرجانی کم و ماسه تشکیل شده بودند. ارتفاع متوسط تنها حدود ۷ فوت (۲٫۱ متر) بالاتر از سطح جزر و مد. مساحت کل تالاب ۲۲۹٫۴ مایل مربع (۵۹۴٫۱ کیلومتر مربع). خانه اصلی جزیره نشینان شمال شرقی‌ترین و بزرگ‌ترین جزیره، جزیره بیکینی بود که در مجموع ۲٫۵ مایل (۴٫۰ کیلومتر) طول داشت.

## مایو بیکینی
نام مایوی دوتکه زنانه (بیکینی) از این جزیره گرفته شده‌است،
در ۵ ژوئیه ۱۹۴۶، چهار روز پس از انفجار اولین وسیله اتمی (ملقب Able) بر فراز جزیره مرجانی بیکینی در طی عملیات Crossroads , لوئیس رارد طرح جدیدی از لباس شنا به نام بیکینی را به نام جزیره مرجانی معرفی کرد. رارد یک مهندس مکانیک فرانسوی بود که آموزش دیده بود و مدیر مغازه لباس زیر زنانه مادرش در پاریس بود. او لباس جدید را در ۵ ژوئیه ۱۹۴۶ در Piscine Molitor، یک استخر عمومی در پاریس به رسانه‌ها و مردم معرفی کرد.

## نگارخانه

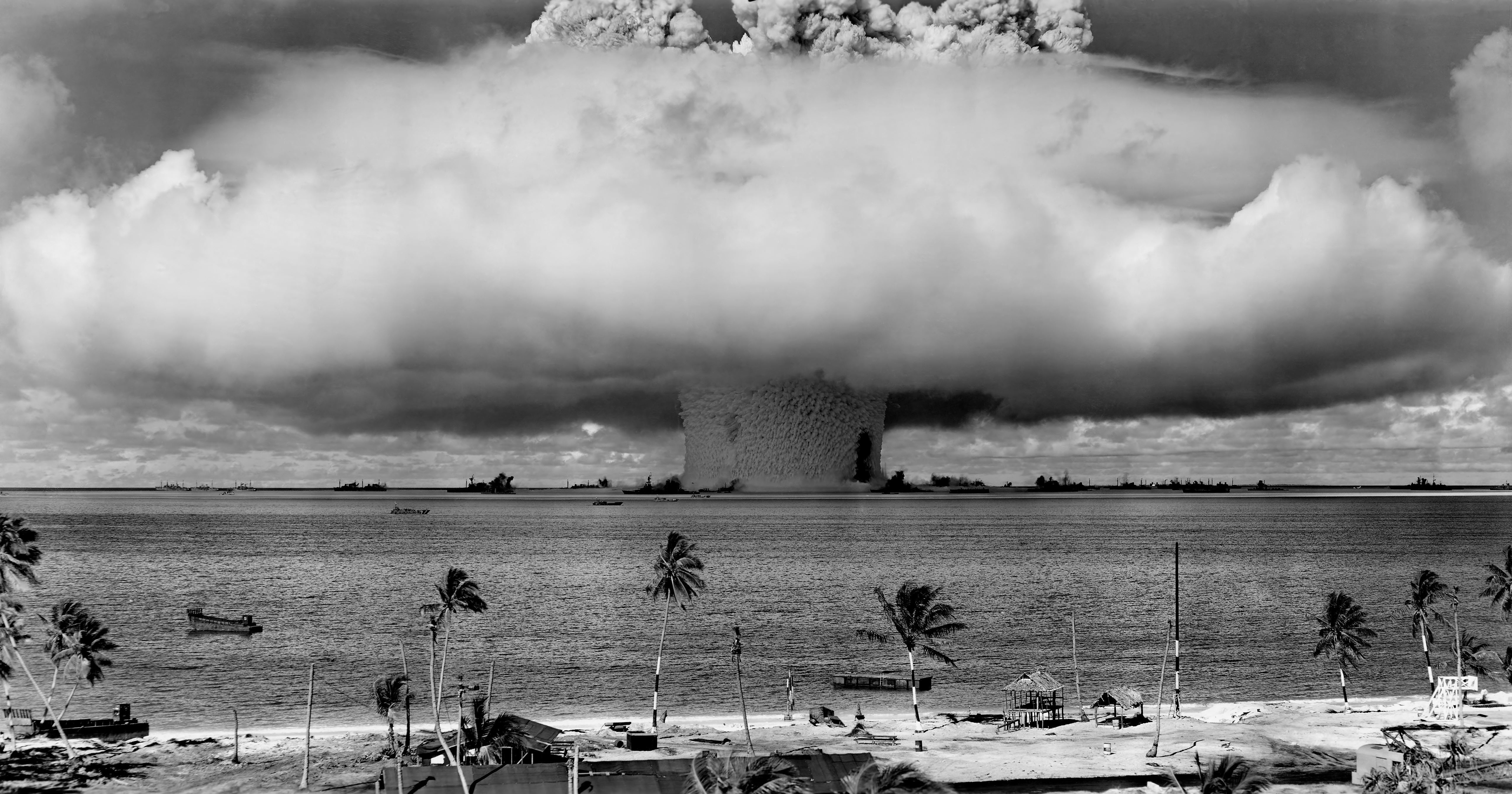
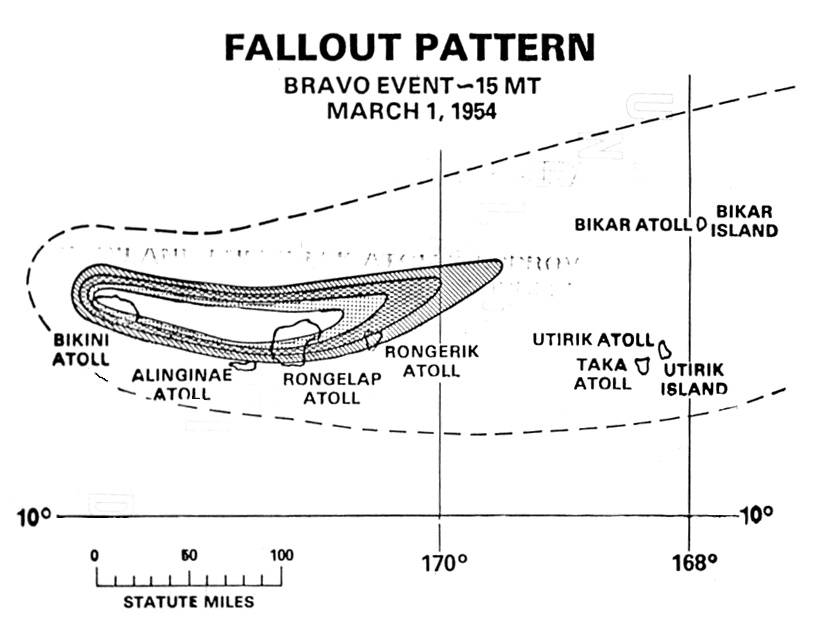